# Alison Carroll

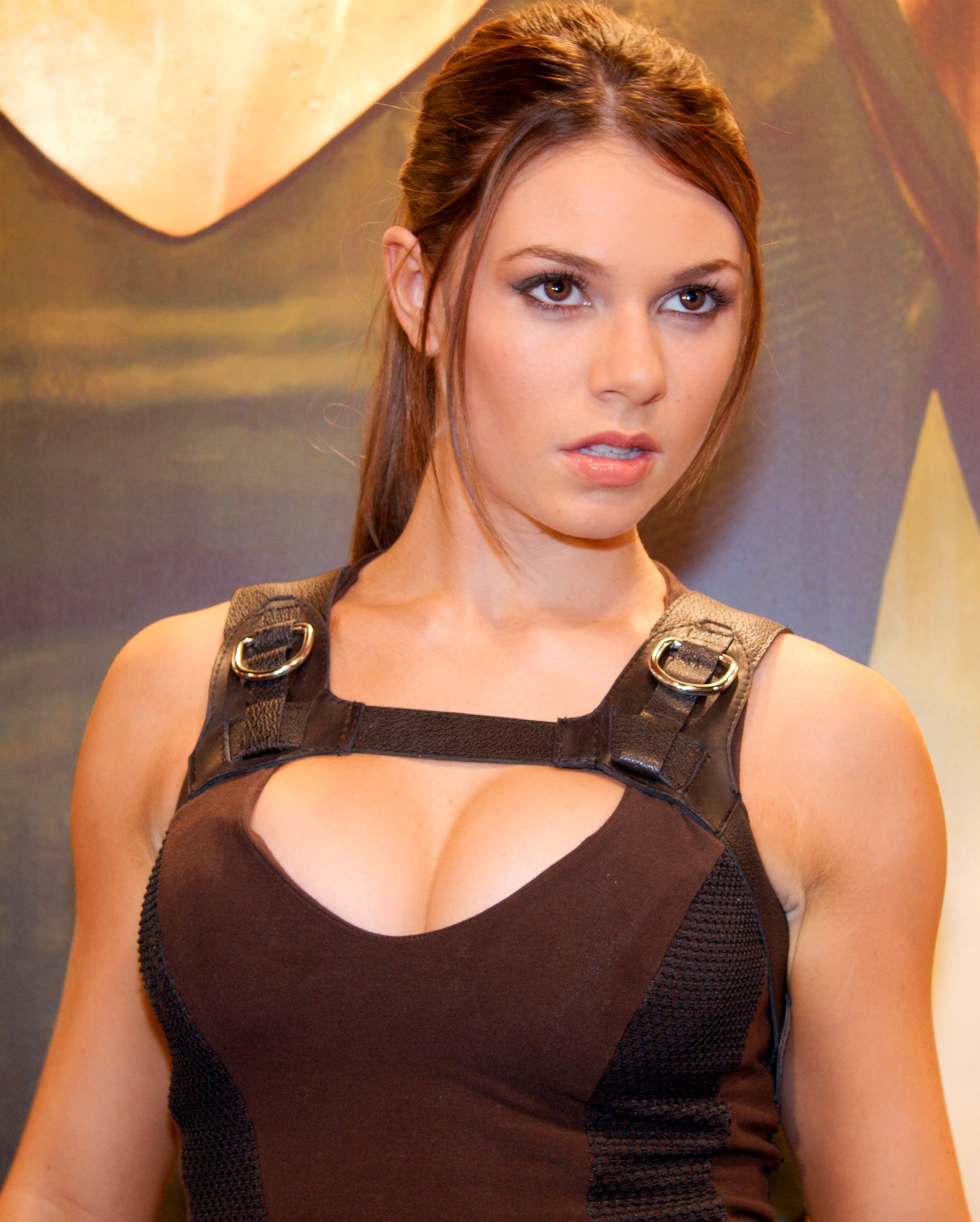
Alison Carroll als Lara Croft in Paris (2008)

Alison Carroll (* 21. Mai 1985 in Croydon, London) ist eine britische Turnerin, Schauspielerin und ein Model. Sie war von 2008 bis 2009 Lara-Croft-Double.

## Leben und Karriere
Alison Carroll vertrat Großbritannien als professionelle Turnerin. Sie trainiert ferner jugendliche Turner und choreographiert das Junioren-Team, das die Britische Meisterschaft gewann.
Seit 2007 ist Carroll Schauspielerin.
Im August 2008, noch als Rezeptionistin eines Golfclubs, wurde Carroll neues Lara-Croft-Model für das Computerspiel Tomb Raider: Underworld und löste damit ihre Landsfrau Karima Adebibe ab, die von der Rolle zurücktrat.

## Filmografie (Auswahl)
- 2009: Life Is an Art
- 2009: Doghouse
- 2010: The Kid
- 2011: Amsterdam Heavy
- 2011: Claustrofobia
- 2014: Inspektor Jury – Der Tote im Pub (Fernsehreihe)
- 2014: Devil’s Tower
- 2016: The Gridiron (Gridiron UK)

## Belege
1. ↑  Alison Carroll. Abgerufen am 30. April 2021.
2. ↑  Biografie in der IMDb, zuletzt abgerufen am 17. Januar 2012

| Personendaten    | Personendaten                                    |
| ---------------- | ------------------------------------------------ |
| NAME             | Carroll, Alison                                  |
| KURZBESCHREIBUNG | britische Turnerin, Schauspielerin und Model     |
| GEBURTSDATUM     | 21. Mai 1985                                     |
| GEBURTSORT       | Croydon, London, England, Vereinigtes Königreich |